# كتائب القذافي
كتائب القذافي أو كتائب الأمنية هو مصطلح ظهر في الإعلام العربي بعد 17 فبراير 2011 وكانت قوات عسكرية موالية للزعيم الليبي معمر القذافي أسندت إليها مهمة الدفاع عن النظام السياسي آنذاك.

لم تكن لهذه القوات صلة مباشرة بالجيش الليبي النظامي لكنها كانت تفوقه تجهيزا وتدريبا، ولم يكن لهذه الكتائب قيادة موحدة بل كان يطلق عليها تسميات مرتبطة غالبا بأسماء أبناء معمر القذافي والذين كانوا قادتها كخميس والمعتصم.
ويعتقد أن هذه القوات كانت مسؤولة عن عدد من المقابر الجماعية والإعدامات لمعارضي نظام القذافي ما بين 17 فبراير 2011 وإعلان معارضي النظام آنذاك عن مقتله.

## التشكيل
بلغ عدد قوات كتائب القذافي 47 الف جندي نظامي[بحاجة لمصدر] وأهم تلك الكتائب كانت تلك التي كانت ترابط في العاصمة طرابلس وبالتحديد في باب العزيزية مقر إقامة القذافي الذي كان محصنا تحصينا عاليا. وكانت موزعة بالإضافة إلى طرابلس والمناطق المحيطة في عدة مدن كبرى كبنغازي والبيضاء مزودين بأحدث الأسلحة العسكرية ودبابات حديثة روسية الصنع من نوع T72 قبل واِبان الحرب الأهلية الليبية.
و كانت الكتائب من أهم التشكيلات العسكرية في الجيش الليبي وقد بدأ تطوير هذه القوات واسناد مهام الاستطلاع، ومهام البحث والاخلاء القتالي وامن المواقع الرئيسية لها واستهداف المنشئات المعادية والاقتحام والتدمير كما أعطيت بها بعض مهمات استهداف الارتال العسكرية المدرعة واعاقه تقدمها وقطع خطوط امدادها واتصالاتها وجهزت ودربت بحيث تكون قادرة على العمل خلف خطوط العدو لفترات طويلة بدون أي اسناد لوجستي.
ومع اتجاه الدول العربية لتطوير قواتها الخاصة والاقتناع بدورها في الحروب الحديثة، اتجهت الانظار العربية والعالميه منها إلى هذه الفوات لتبادل الخبرات وتدريب قواتها وتم تسليحها اما برشاشات متوسطة أو بصواريخ مضادة للدروع وسيارات لاند كروزر مدرعه تم تطويرها لمهمات الاقتحام يتم إعدادها جسمانيا ونفسيا عن طريق تدريبات خاصة جدا خلافا لباقي فروع الجيش الليبي.و كان يشترط في الملتحق لياقة بدنية وجسمانية عالية، كما أنه يخضع لاختبار طبيي مدة التدريب بالكامل.

## الكتائب
- كتيبة الفضيل بو عمر بنغازي
- كتيبة عمر المختار بنغازي
- كتيبة حسين الجويفي تعرف أيضا كتيبة الجارح البيضاء
- كتيبة حمزة مصراتة
- كتيبة امن فارس الصحراء سبها
- كتيبة الساعدي الطبولي  سرت
- كتيبة إمحمد المقريف طرابلس
- كتيبة نسور الفاتح بني وليد
- كتيبة عبد السلام سحبان غريان

## التسليح
كانت كتائب القذافي مسلحة بأسلحة ثقيلة وخفيفة من أهمها:
- دبابات T72.
- المدرعات وراجمات الصواريخ من نوع صاروخ غراد وأنواع أخرى من صواريخ سام SA6 وSA3
- نظام دفاع جوي من نوع SENZEH للقيادة والسيطرة.
- صواريخ أرض جوي من نوع AT-2 SWATTER.
- صواريخ مضادة للدبابات محموله طائرات عموديه من أنواع AS-11، AS-9، AS-7
- قذائف الهاون من عيار 81 مم و 120 مم

## نهاية الكتائب

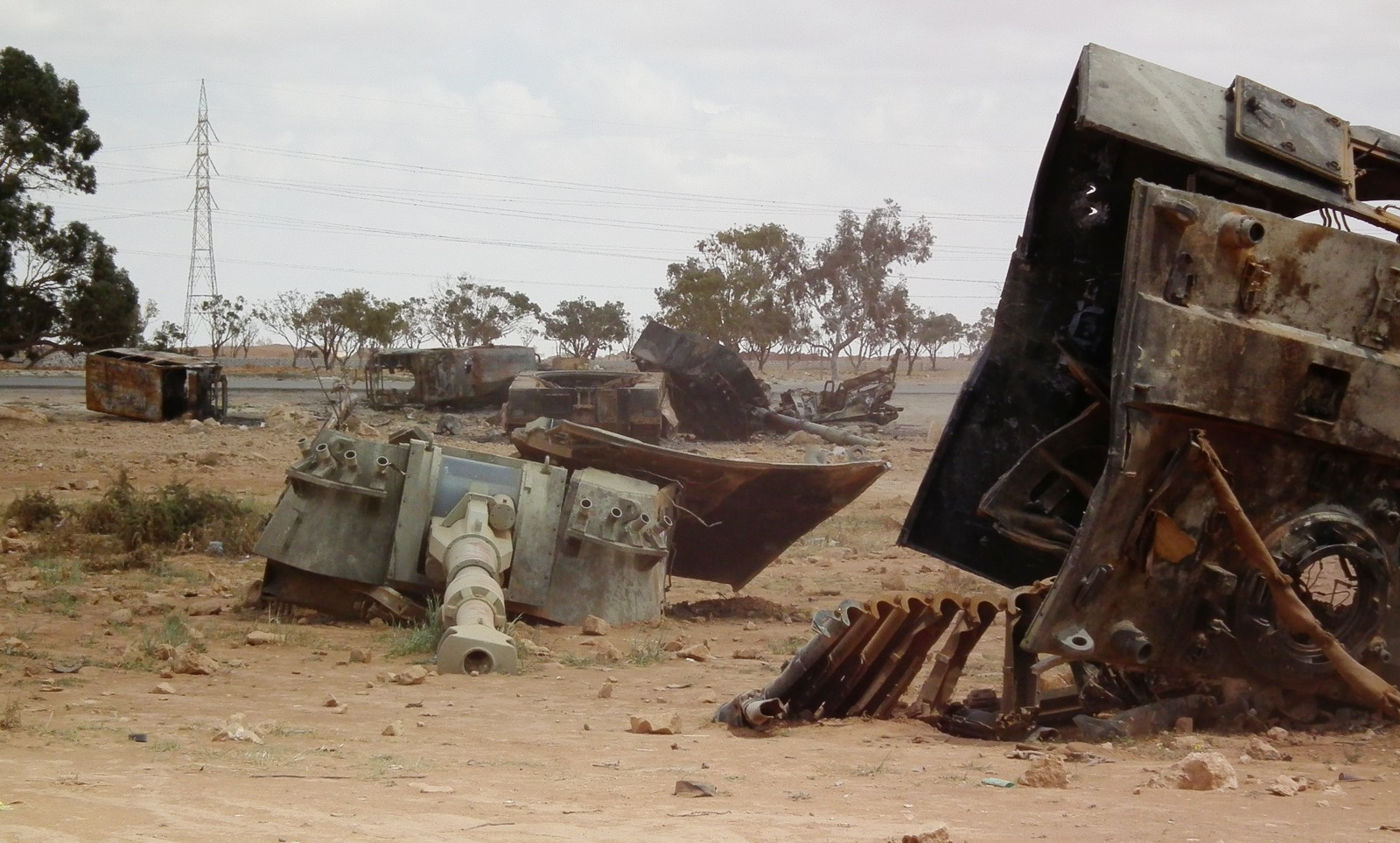
بقايا مجموعة من ست عربات مدفعية ذاتية الدفع تابعة لكتائب القذافي على طريق بنغازي - أجدابيا تدمَّرت خلال الغارات الفرنسية على قوات الكتائب يوم 19 مارس.

اقتحم الثوار مقر كتيبة الفضيل بو عمر، وهي الكتيبة التي كانت ترابط في بنغازي، وقد قُتل قرب أسوارها العشرات من المحتجين قبل اقتحامها.
و قرب مدينة البيضاء انشقت «كتيبة الجارح» وهي الكتيبة المسؤولة عن حماية نظام القذافي في المدينة وجوارها وبدأ جنودها بتبادل إطلاق النار مع الجنود الموالين للقذافي، وبذلك اندلعت معركة البيضاء، فأخذ ثوار البيضاء السلاح من بعض مخازن الذخيرة واتجهوا به إلى موقع كتيبة الجارح في مدينة شحات المجاورة للبيضاء ولمساندة المنشقين بالقتال  

و ما ان بدأت قوات الناتو تدخلها العسكري في ليبيا عبر القصف الجوي في 19 مارس حتى أعلنت انها دمرت 40 بالمئة من قدرات الكتائب العسكرية ، واستمرت معارك الكتائب مع معارضيه المسلحين 8 أشهر حتى سقطت أخر معاقلها في مدينة سرت في 22 أكتوبر 2011 وتمكن المعارضين المسلحين من قتل القذافي في نفس اليوم.